# Estación Dobladero
Estación Dobladero är en ort i Mexiko.   Den ligger i kommunen José Azueta och delstaten Veracruz, i den sydöstra delen av landet, 400 km öster om huvudstaden Mexico City. Estación Dobladero ligger 84 meter över havet och antalet invånare är 1 266.
Terrängen runt Estación Dobladero är huvudsakligen platt. Estación Dobladero ligger uppe på en höjd. Runt Estación Dobladero är det ganska glesbefolkat, med 32 invånare per kvadratkilometer. Närmaste större samhälle är Loma Bonita, 11,9 km väster om Estación Dobladero. Omgivningarna runt Estación Dobladero är en mosaik av jordbruksmark och naturlig växtlighet.